# Сизов, Михаил Иванович
Михаил Иванович Сизов (1884, Москва — 1956) — биофизик, переводчик, литературный критик, антропософ, близкий друг Андрея Белого.

## Биография
Окончил Московский университет и естественное отделение физико-математического факультета Петроградского университета. Был членом кружков «Аргонавты», «Молодой Мусагет», Христианского братства борьбы, входил в редакцию издательства «Мусагет». Был активным членом Антропософского общества России с 1913 года до его закрытия в 1923 году. Написал ряд работ, посвященных проблемам сна, соотношению духовного и материального, проблемам жизни и смерти. Писал под псевдонимами М. Седлов, Мих. Горский, М.И.Горский.
После Октябрьской революции 1917 года некоторое время работал в Наркомпросе, с  октября 1918 года по 1920 год был научным сотрудником Румянцевского музея. 
В 1933 году работал преподавателем физики в Станкоинструментальном институте, был научным сотрудником Института высшей нервной деятельности. 22 апреля 1933 года был арестован как участник «Московского ордена розенкрейцеров», но через три месяца был освобождён. 
В 1939 году вместе с новой семьей уехал в Сочи, работал там в Институте курортологии до 1952 года, после чего вернулся в Подмосковье, продолжая работу в системе Академии наук СССР, скорее всего, как редактор в отраслевом журнале (точных сведений нет).